# Iglesia de la Virgen de la Salud
La iglesia parroquial de la Virgen María de la Salud es un templo católico en la plaza de la Iglesia de Chirivella en la Huerta Oeste. Está catalogado como Bien de Relevancia Local con código 46.14.110-001 según la Disposición Adicional Quinta de la Ley 5/2007, de 9 de febrero, de la Generalitat Valenciana, de modificación de la Ley 4/1998, de 11 de junio, del Patrimonio Cultural Valenciano. La primera iglesia de Chirivella se construyó en el siglo XIII por la Orden de los Calatrava, y fue asolada prácticamente por una gran riada a finales del siglo XVII, y bajo el señorío de los Boïl fue edificada la nueva iglesia en el mismo lugar, y fue acabada en 1780.

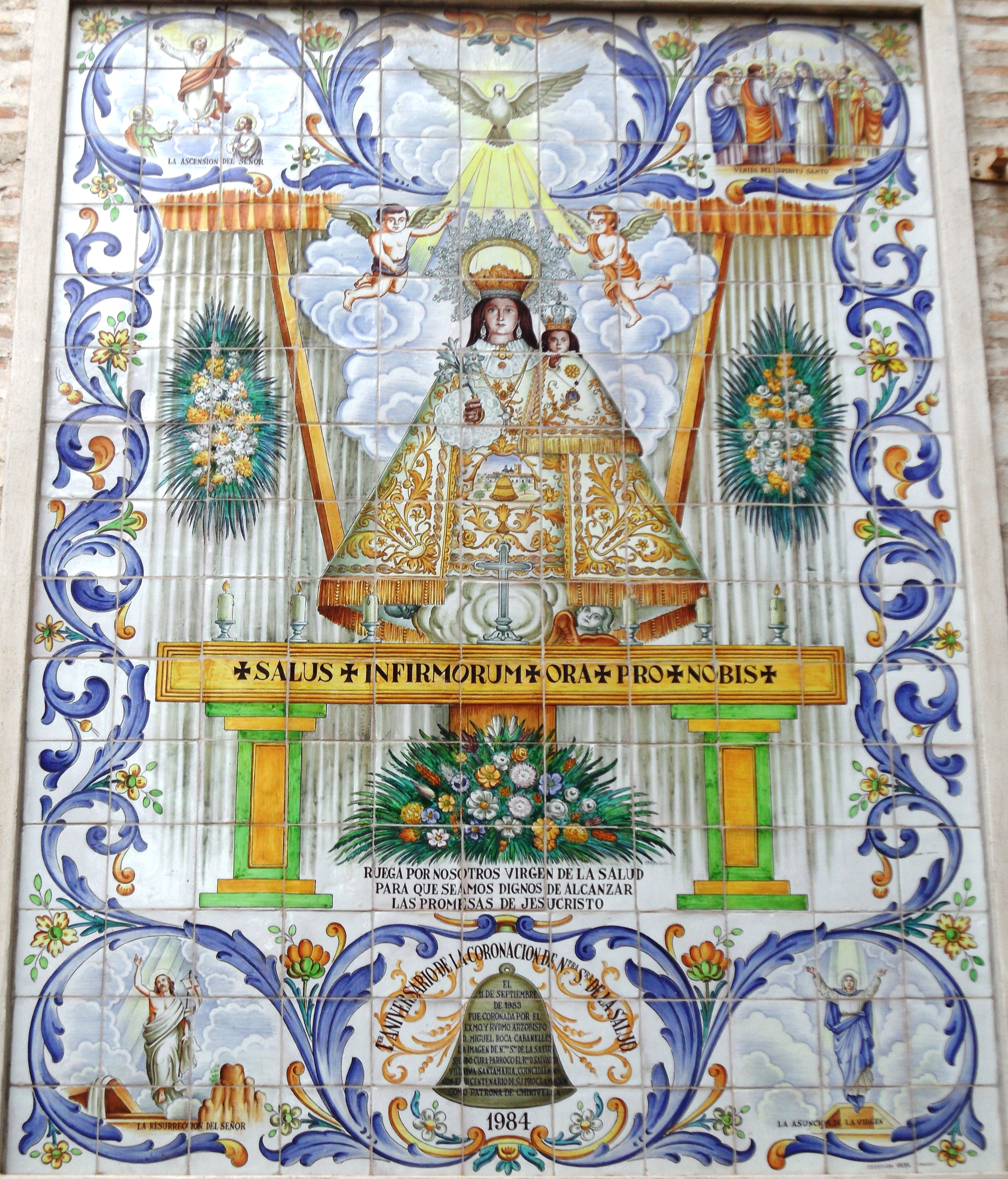
Azulejo a la portada de la Iglesia Parroquial de la Virgen María de la Salud